# Chadżag Barsamian
Chadżag Barsamian (ur. 1951 w Arapgir w Turcji) – duchowny Apostolskiego Kościoła Ormiańskiego, od 1990 arcybiskup Wschodniej Diecezji Ameryki. Sakrę otrzymał w 1990 roku z rąk Waskena I. W 1992 roku uzyskał godność arcybiskupa.